# Alice Stevenson

Alice Stevenson (10 juillet 1861 – 18 août 1973) était une supercentenaire britannique. À sa mort, elle était reconnue comme la personne la plus âgée au monde, son âge ayant depuis été validé par le Groupe de recherche en gérontologie (GRG). Cette personne a été reconnue comme la doyenne de l'humanité du 27 février 1973 jusqu'à sa propre mort. Elle était également la personne ayant vécu le plus longtemps au Royaume-Uni jusqu'à ce que son record soit battu en 1985.

## Biographie
Alice Stevenson est née à Piccadilly, à Londres, en Angleterre, au Royaume-Uni, le 10 juillet 1861. Elle ne s'est jamais mariée et n'a pas eu d'enfants. Plus tard, elle a vécu dans une maison de retraite dans la localité de Sutton, à Londres. Elle a déclaré, le jour de son 108e anniversaire en 1969, qu'elle « ne croyait ni à la médecine ni à la télévision ». Elle est décédée le 18 août 1973 à l'âge de 112 ans et 39 jours.

## Records de longévité
Le 11 janvier 1970, Alice Stevenson est devenue la personne la plus âgée du Royaume-Uni après le décès d'Ada Roe, qui était alors la personne ayant vécu le plus longtemps au Royaume-Uni (l'Américaine Betsy Baker, d'origine britannique, était plus âgée). Alice Stevenson a ensuite battu le record de Roe, établi à 111 ans et 339 jours, le 15 juin 1973. Le record de 112 ans et 39 jours d'Alice Stevenson a perduré jusqu'à ce qu'il soit battu par Anna Eliza Williams le 12 juillet 1985.
Alice Stevenson a été reconnue rétrospectivement comme la personne la plus âgée du monde depuis le décès de l'Espagnole Josefa Salas Mateo, âgée de 112 ans, le 27 février 1973, jusqu'à son propre décès, le 18 août de la même année. Cependant, Alice Stevenson n'a pas été officiellement reconnue comme la personne vivante la plus âgée du monde par le Livre Guinness des records à l'époque, bien que plusieurs articles de presse contemporains aient émis l'hypothèse qu'elle pourrait détenir ce titre.
Après la mort d'Alice Stevenson, Elizabeth Watkins, 110 ans, d'Irlande du Nord, est devenue la personne vivante la plus âgée du Royaume-Uni et du monde, dont l'âge a depuis été validé par le Livre Guinness des records.